# 伊卜拉欣二世 (西喀喇汗)
伊卜拉欣二世（II. İbrahim，?—?），西喀喇汗国第11代汗，蘇來曼·本·達吾提之子。1130年，其兄穆罕默德·本·蘇來曼被废，他被塞尔柱王朝立为西喀喇汗。西喀喇汗国是塞尔柱王朝的附庸，穆罕默德·本·蘇來曼的儿子阿赫迈德要复国，被塞尔柱王朝镇压。1132年，塞尔柱王朝改任哈桑·克雷奇·桃花石汗。
| 前任： 穆罕默德·本·蘇來曼 | 西喀喇汗国可汗 1130年—1132年 | 繼任： 哈桑·克雷奇·桃花石汗 |